# Автоміксис
Автоміксис — самозапліднення; злиття статевих клітин, що належать одній особині; досить поширений серед одноклітинних, багатьох грибів і частини діатомових водоростей.
Автоміксис — це термін що включає кілька репродуктивних механізмів, деякі з них відносяться до партеногенезу.
В широкому розумінні автоміксис може бути визначений як вид запліднення, що включає злиття двох продуктів (з чотирьох можливих) одного і того ж мейотичного поділу. Якщо злиття цих мейотичних продуктів відбулося до того як вони дозріли до гамет, тоді цей процес називається партеногенезом. В автоміктичному партеногенезі нові особини відризняються одна від одної, а також відрізняються від материнської особи. Інколи мейотичні продукти, що зливаються є точними копіями, які інколи називаються напівклонами (англ. half a clone). Проте вони все-ж-таки унікальні і не є клонами материнської особи.